# Consejo de la Guardia Civil
El Consejo de la Guardia Civil es un órgano colegiado en el que participan representantes de los miembros de la Guardia Civil y de los Ministerios de Interior y Defensa con el fin de mejorar las condiciones laborales de sus integrantes así como el funcionamiento del Instituto.

## Composición
El Consejo se compone de los siguientes miembros:
- En representación de la Guardia Civil un vocal por cada una de las escalas de la Guardia Civil y uno más por cada 6000 Guardias Civiles que estuvieran en activo en dicha escala. La elección se lleva a cabo por sufragio universal, libre, directo y secreto. A estas elecciones pueden presentarse las asociaciones profesionales o las agrupaciones de electores tal y como establece el Real Decreto 1963/2008 por el que se desarrolla el Régimen electoral al Consejo de la Guardia Civil. Cada votante podrá elegir únicamente a representantes de la escala a la que pertenece. El número de vocales queda distribuido como sigue:

- Escala Superior de Oficiales-Escala Facultativa Superior: 1 vocal
- Escala de Oficiales-Escala Facultativa Técnica: 1 vocal
- Escala de Suboficiales: 2 vocales
- Escala de Cabos y Guardias: 11 vocales

- En representación de la Administración General del Estado los vocales nombrados por Interior y Defensa hasta igualar el número de representantes de la Guardia Civil.

Tras las elecciones celebradas en enero de 2009, los representantes elegidos para la Guardia Civil son los siguientes:
- Escala Superior de Oficiales-Escala Facultativa Superior: AEDES (1 vocal, 86% de los votos)
- Escala de Oficiales-Escala Facultativa Técnica: Unión de Oficiales (UO) (1 vocal, 94% de los votos)
- Escala de Suboficiales: ASES GC (2 vocales, 84% de los votos)
- Escala de Cabos y Guardias: AUGC (9 vocales, 75% de los votos) y UGC (2 vocales, 14% de los votos)

Tras las elecciones celebradas en mayo de 2013, los representantes elegidos para la Guardia Civil son los siguientes:
- Escala Superior de Oficiales-Escala Facultativa Superior: APROGC (1 vocal, 84,87% de los votos)
- Escala de Oficiales-Escala Facultativa Técnica: Unión de Oficiales (UO) (1 vocal, 83,61% de los votos)
- Escala de Suboficiales: ASES GC (2 vocales, 77,71% de los votos)
- Escala de Cabos y Guardias: AUGC (8 vocales, 67,13% de los votos), UGC (2 vocales, 11,35% de los votos), AEGC ( 1 vocal, 9,47% de los votos), y APROGC (1 vocal, 2,69 % de los votos).

## Funciones
- Tener conocimiento y ser oído en las siguientes cuestiones:

- Establecimiento o modificación del estatuto profesional o disciplinario
- Determinación de las condiciones de trabajo
- Régimen retributivo
- Programas de enseñanza y planes de formación
- Régimen de permisos, vacaciones y licencias

- Analizar y valorar las propuestas que presenten los Guardias Civiles sobre régimen de personal, derechos y deberes y sobre el ejercicio del derecho de asociación
- Recibir información sobre política de personal